# 酒井伸和
酒井 伸和（さかい のぶかず、1971年 - ）は、日本のプロデューサー。エイベックス・テクノロジーズ所属。略称は「nbkz」。大阪府出身。
室蘭工業大学大学院応用化学専攻修士課程修了。2019年までminoriの代表取締役兼プロデューサーとして同ブランドのゲームで原作・監督・監修やテーマソングの作詞等を務めたほか、TYPE-MOONの「Fate/stay night」では背景に名を連ねた。コミックマーケット等の美少女ゲーム関係イベントや、新作発売前の販促活動でユーザーを対象としてトークを開き、自ブランドの内情や業界批評を話すことで一部に有名。

## 来歴
室蘭工業大学大学院を修了後にソフトバンクへ入社し、雑誌の編集者として活動する。その後はフリーライターとして、コンピュータ関連の雑誌記事・書籍を執筆する。1999年にマンガズー・ドット・コムへWebサイト編集者として入社。2000年に編集部から制作部へ異動し、minoriブランドの立ち上げに携わる。
2007年3月に行われた、コミックス・ウェーブのマネジメント・バイアウトにより、株式会社ミノリの代表取締役に就任。
2019年にｍinoriでのソフトウェア制作を終了した後は、エイベックス・テクノロジーズにてディレクターとして3Dアニメーション動画の制作に従事。CEDEC 2020にて、新型コロナウイルス感染症によるリモートワーク環境下でのアニメーション制作技法について講演を行った。

## 作詞提供
- 笠原弘子
  - Feel on the wind.（2004年）
- 原田ひとみ
  - 春 -feel coming spring-（2004年）
  - とどけて、My Heart!（2006年）
  - いつか、また（2006年）
  - 悠久の翼（2006年）
  - emotional flutter（2008年）
  - ever forever（2008年）
  - little explorer（2009年）
  - echt forgather（2010年）
  - The Brave Under The Summer Sky.（2012年）
  - RUN.EVE.RUN（2014年）
  - Cherish（2015年）
  - Rendezvous（2016年）
  - Tetra.（2017年）
- 桜井美鈴
  - Be Catch!（2004年）
- 田口宏子
  - I'm here
- ELISA
  - euphoric field（2007年）
  - ebullient future（2008年）
- Machico
  - Magical Happy Show!（2011年）
- nerine
  - 星を掴んで（2012年）